# Tkinter

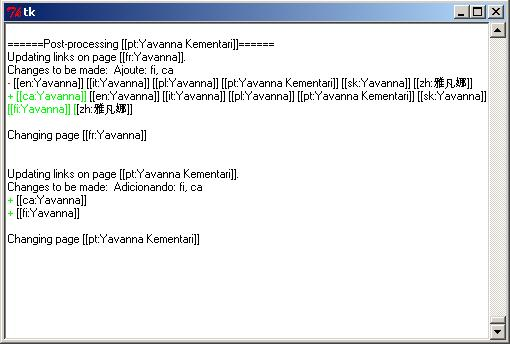
Tela do Tkinter mostrando o bot da Wikipédia trabalhando.

Na ciência da computação, a Tkinter é a interface padrão da linguagem de programação Python baseada em Tcl/Tk (kit de ferramentas Tcl/Tk GUI). Python usa o Tcl/Tk na versão 8.6.
Para ver uma demonstação do tkinter, digite na linha de comando python -m tkinter, exibe uma nterface Tk simples informando que tkinter está instalado no computador e, também mostra a versão do Tcl/Tk.

## Licença
Python (permite escrever livremente softwares comerciais, GPL ou sob qualquer outra licença). 

## Plataformas
Unix, Linux, Windows, MacOS/X

## Vantagens
- Portabilidade - Programas escritos usando a Tkinter são portáveis livremente entre Linux, Unix, Windows e Mac, além da garantia de que qualquer um poderá executar o programa sem precisar instalar bibliotecas extras no Windows.

- Aprendizado - Tem uma API simples de se aprender e fácil de lembrar.

- Documentação - Muito bem documentada, com inúmeros tutoriais e referências de ótima qualidade disponíveis na Web..

## Desvantagens
- Pobre - Faltam muitos componentes importantes, como notebooks e combo box (apesar de estes poderem ser feitos combinando outros componentes). Alguns elementos (listbox por exemplo) são incompletos ou limitados. Em compensação o componente Text é muito poderoso.

- Aparência - A Tk usa uma função própria para acessar diretamente as funções do sistema operacional e desenhar seus próprios elementos na tela. Isso tem a vantagem de ser mais facilmente portável, mas a grande desvantagem de ter uma aparência diferente da nativa do sistema operacional.

- Performance - O desempenho é extremamente baixo comparado ao que a biblioteca oferece.

## Exemplo de código
Exemplo de uma aplicação com uma interface gráfica tkinter que exibe a mensagem "Oi Mundo!" e o botão "Sair":
```
from
 
tkinter
 
import
 
*

from
 
tkinter
 
import
 
ttk

root
 
=
 
Tk
()

frm
 
=
 
ttk
.
Frame
(
root
,
 
padding
=
10
)

frm
.
grid
()

ttk
.
Label
(
frm
,
 
text
=
"Oi Mundo!"
)
.
grid
(
column
=
0
,
 
row
=
0
)

ttk
.
Button
(
frm
,
 
text
=
"Sair"
,
 
command
=
root
.
destroy
)
.
grid
(
column
=
1
,
 
row
=
0
)

root
.
mainloop
()

```

```
from
 
tkinter
 
import
 
*

class
 
App
:

    
def
 
__init__
(
self
,
 
master
):

        
frame
 
=
 
Frame
(
master
)

        
frame
.
pack
()

        
self
.
button
 
=
 
Button
(
frame
,
 
text
=
"Sair"
,
 
fg
=
"red"
,

                         
command
=
frame
.
quit
)

        
self
.
button
.
pack
(
side
=
LEFT
)

        
self
.
hi_there
 
=
 
Button
(
frame
,
 
text
=
"Oi!"
,

                           
command
=
self
.
say_hi
)

        
self
.
hi_there
.
pack
(
side
=
LEFT
)

    
def
 
say_hi
(
self
):

        
print
(
"hi there, everyone!"
)

root
 
=
 
Tk
()

app
 
=
 
App
(
root
)

root
.
mainloop
()

```

- Wikilivros